# جاكسون جيلز
جاكسون جيلز (بالإنجليزية: Jackson Gillis)‏ هو كاتب سيناريو وكاتب أمريكي، ولد في 21 أغسطس 1916 في واشنطن في الولايات المتحدة، وتوفي في 19 أغسطس 2010 في موسكو في الولايات المتحدة بسبب ذات الرئة.

## وصلات خارجية
- جاكسون جيلز على موقع IMDb (الإنجليزية)
- جاكسون جيلز على موقع قاعدة بيانات الفيلم (الإنجليزية)